# Parahyalopeza bushi
Parahyalopeza bushi är en tvåvingeart som beskrevs av Hardy och Drew 1996. Parahyalopeza bushi ingår i släktet Parahyalopeza och familjen borrflugor. Inga underarter finns listade i Catalogue of Life.